# Ulrich Bauder
Ulrich Ingo Bauder (* 7. Oktober 1944 in Blaubeuren) ist ein deutscher Physiker, Chemiker und Professor.

## Leben
Bauder war als Vorsitzender des Sozialistischen Deutschen Studentenbunds SDS von 1965 bis 1969 in Stuttgart aktives Mitglied der Studentenbewegung. Er promovierte 1973 in Chemie über „Photoelektrische und reaktionskinetische Untersuchungen über die Adsorption von Sauerstoff und Stickstoff an Metallaufdampfschichten“. 1980 wurde Bauder zum Professor an der FH Hamburg ernannt. 1992 folgte die Berufung zum Professor an der Universität Halle. Bauder lehrte Physik und Volkswirtschaft in Hamburg, Stuttgart, Hohenheim, Merseburg und Halle. 
Von 1989 bis 2011 war er Landesvorsitzender der Lebenshilfe Baden-Württemberg. In dieser Zeit setzte er sich insbesondere für die Inklusion von Menschen mit geistiger Behinderung ein. 2014 wurde ihm das Bundesverdienstkreuz verliehen.
Bauder ist verheiratet mit Annetraud Bauder, hat vier Kinder und lebt in Stuttgart. 